# Gordon Haskell
Gordon Haskell (n. 27 aprilie 1946, Bournemouth, Anglia, Regatul Unit – d. 16 octombrie 2020) a fost basist și vocalist al formației King Crimson în 1970. A apărut pe albumele In The Wake of Poseidon și Lizard, dar a părăsit formația în timpul repetițiilor pentru un proiect live. Coleg de școală cu Robert Fripp, cei doi colaboraseră și înainte în League of Gentlemen. Stilul lui Haskell, orientat mai mult spre folk nu a corespuns cu cel al formației și astfel el a ales să plece.